# فرید سمیکه
فرید سمیکه (عربی: فريد سميكة؛ ۱۲ ژوئن ۱۹۰۷ – ۱۱ سپتامبر ۱۹۴۳) شیرجه‌رو اهل مصر بود.
وی همچنین برندهٔ جوایزی همچون صلیب پرواز ممتاز شده‌است.
وی در مسابقات کشوری و بین‌المللی در مجموع برندهٔ ۱ مدال نقره، ۱ مدال برنز شده‌است.

## زندگی‌نامه
فرید سمیکه در ۱۲ ژوئن ۱۹۰۷ در اسکندریه متولد شد. وی پیش از عزیمت به ایالات متحده در دهه ۱۹۲۰، قهرمان مشهور غواصی مصر و دارای مجوز خلبانی بود.